# A los 40
A los 40 es una película de comedia peruana la cual se estrenó el 1 de mayo de 2014, de Tondero Films bajo la dirección de Bruno Ascenzo.

## Argumento
Ocho personajes que bordean los 40 años se enfrentan a su pasado, su presente y su futuro en una fiesta de reencuentro de promoción que los lleva a preguntarse hacia dónde están encaminando sus vidas.

## Producción
La película fue anunciada con un teaser el 25 de septiembre de 2013.
El 12 de noviembre del mismo año comenzó el rodaje en Lima. Estuvieron los comediantes de Patacláun Carlos Alcántara, Carlos Carlín, Johanna San Miguel y Wendy Ramos.
El 1 de mayo fue estrenada en Perú. A tan solo 8 días de su estreno la película superó los 700 mil espectadores.
En su totalidad, llegó a superar el millón y medio de espectadores, generando una ganancia de 6 millones, y obteniendo el récord de ser la segunda película más taquillera en la historia del cine peruano, además de ser la más recaudadora del año 2014.

## Reparto
Los actores participantes en esta película son:
- Carlos Alcántara como Luis Miguel Corrales.
- Carlos Carlín como Eddy Montalvo.
- Katia Condos como Francesca.
- Lali Espósito como Melissa.
- Gianella Neyra como Sofía.
- Andrés Wiese como Alejandro.
- Wendy Ramos como Lourdes Flores.
- Johanna San Miguel como Julia Dueñas.
- Sofía Rocha como Bárbara Martínez.
- Stefano Salvini como Mariano.
- Patricia Portocarrero como Anita Montalvo.
- Salvador del Solar como Esteban.